# La Grange Park, Illinois
La Grange Park är en ort (village) i Cook County, i delstaten Illinois, USA. Enligt United States Census Bureau har orten en folkmängd på 13 636 invånare (2011) och en landarea på 5,8 km².